# Honestidad
La honestidad  (del latín honestĭtas) es la cualidad de honesto, adjetivo con los significados de «decente, decoroso, recatado, pudoroso, razonable, justo, probo, recto y honrado». De esta última sinonimia puede deducirse la asociación de honestidad y honradez, virtud o cualidad del hombre honrado y signo de «rectitud de ánimo e integridad en el obrar».

## Lahonradezsegún Marco Tulio Cicerón

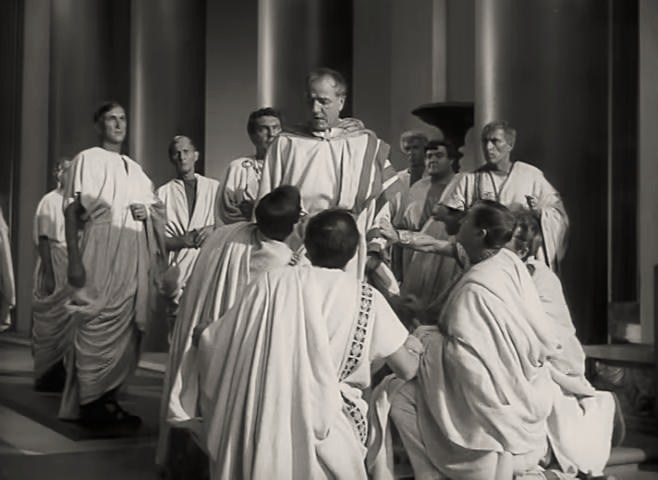
Escena del asesinato de César (44 a. C.) en la película de Mankievicz (1953) basada en la obra de Shakespeare (1599). Ha pasado a ser un tópico la valoración moral acerca de la honradez de los asesinos (liberatores), particularmente de Marco Junio Bruto. En el monólogo que Shakespeare pone en boca de Marco Antonio, y que Marlon Brando interpreta en la película, se ironiza sobre ello.

Para el filósofo romano Marco Tulio Cicerón, la honradez se manifiesta con el cumplimiento de las obligaciones que se encuentran presentes en todas las actividades de la vida humana, en contraposición a lo útil, al placer y al sufrimiento (al contrario que en los epicúreos) y representa el fin mismo al que debe aspirar el ser humano para ser recto.

## Lahonestidadsegún Confucio
Según Confucio, la honestidad es uno de los valores y componentes más importantes de una personalidad saludable con tu entorno y con los demás.[cita requerida]
En su nivel más superficial, el Li, son todas aquellas acciones realizadas por una persona con objeto de elaborar la sociedad ideal, y destinadas a cumplir sus deseos, ya sea a corto plazo (malo) o a largo plazo (bien). Admitir que se busca la gratificación inmediata, con todo, puede contribuir a transformar un acto malo en uno diferente, del mismo modo que ocultar las intenciones a largo plazo puede empeorar una buena acción. Un principio fundamental en esta teoría es la de que una buena persona debe mostrar sus sentimientos comunes como en su rostro, de forma que facilite la coordinación de todos en la consecución de mejoras a largo plazo. Esta sinceridad, que abarca incluso a la propia expresión facial, ayuda a lograr la honestidad con uno mismo, y a que las actividades humanas resulten más predecibles, amigables y placenteras. En esta primera versión, la honestidad se logra buscando únicamente el propio beneficio.
En un nivel más profundo que el Li se encuentra el Yi, o la bondad. En este nivel no se persigue ya el propio interés, sino el principio moral de la justicia, basado en la reciprocidad. También aquí es importante el aspecto temporal de las acciones, pero en este caso como lapso de tiempo. Así, por ejemplo, dado que los padres dedican los tres primeros años de vida de sus hijos solo a cuidarlos, los hijos deben guardar luto los tres primeros años tras la muerte de los padres. En este nivel uno es honesto acerca de sus propias obligaciones y deberes, incluso cuando no hay nadie que los juzgue o que se vea inmediatamente afectado. Esta parte del código moral se relaciona con el culto a los antepasados, que Confucio hizo normativo.
El nivel más profundo de honestidad es el Ren, desde el cual surgen el Yi y por tanto también el Li. La moral de Confucio se basa en la empatía y la comprensión de los demás, lo que requiere una autocomprensión previa, de la que nacen las normas morales, más que de un código ético previo, otorgado por alguna divinidad. La versión confucionista del imperativo categórico consistía en tratar a los inferiores como te gustaría que tus superiores te tratasen a ti. La virtud se basa en la armonía con los demás, y en la aceptación de que en algún momento de nuestras vidas todos estamos a merced de otras personas. La honestidad consiste por lo tanto en ponerse en el lugar hipotético de la propia vida futura, y la de las generaciones pasadas y venideras, y elegir no hacer o decir nada que pueda mancillar el honor o la reputación de la familia.[cita requerida]
En parte debido a una comprensión incompleta de estas nociones más profundas de honestidad en Occidente, es común en las civilizaciones orientales denominar "bárbaros" a aquellos que no las conocen y las cumplen, pese a que en ocasiones estas culturas asiáticas implican unos niveles de ambigüedad y paciencia.[cita requerida]